# Денвајлер-Фронбах
Денвајлер-Фронбах (њем. Dennweiler-Frohnbach) општина је у њемачкој савезној држави Рајна-Палатинат. Једно је од 98 општинских средишта округа Кузел. Према процјени из 2010. у општини је живјело 290 становника. Посједује регионалну шифру (AGS) 7336015.

## Географски и демографски подаци
Денвајлер-Фронбах се налази у савезној држави Рајна-Палатинат у округу Кузел. Општина се налази на надморској висини од 340 метара. Површина општине износи 6,1 km². У самом мјесту је, према процјени из 2010. године, живјело 290 становника. Просјечна густина становништва износи 47 становника/km².